# Ročov
Ročov (en allemand : Rotschow ou Rotschau) est un bourg (městys) du district de Louny, dans la région d'Ústí nad Labem, en République tchèque. Sa population s'élevait à 552 habitants en 2021.

## Géographie
Ročov se trouve à 12 km au sud de Louny, à 50 km au sud-ouest d'Ústí nad Labem et à 52 km au nord-ouest de Prague.
La commune est limitée par Zbrašín et Brodec au nord, par Vinařice, Kozojedy, Smilovice et Pochvalov à l'est, par Třeboc au sud, et par Domoušice à l'ouest.

## Histoire
La première mention de la localité date du XIVe siècle.

## Galerie

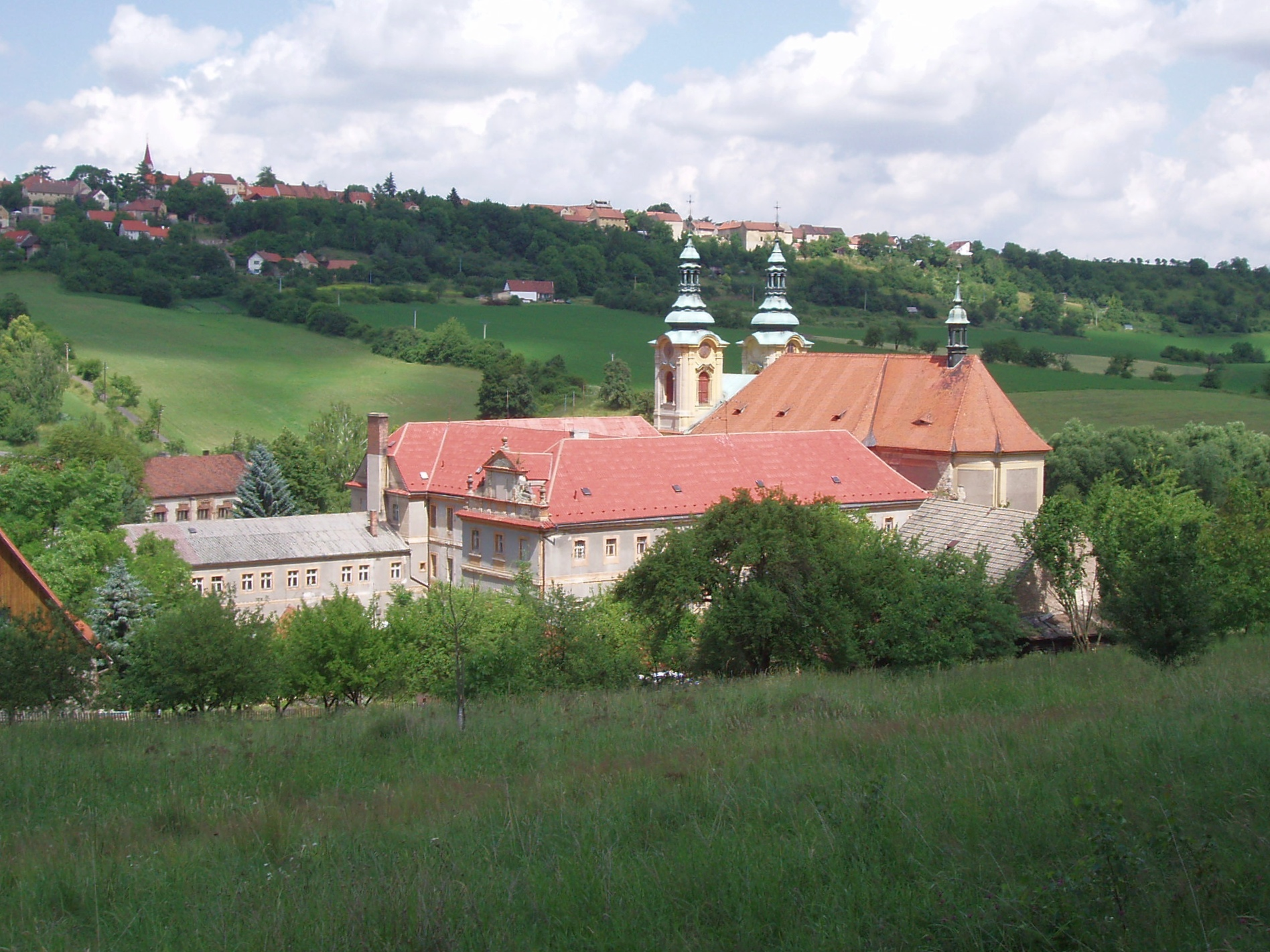
Monastère de Ročov.
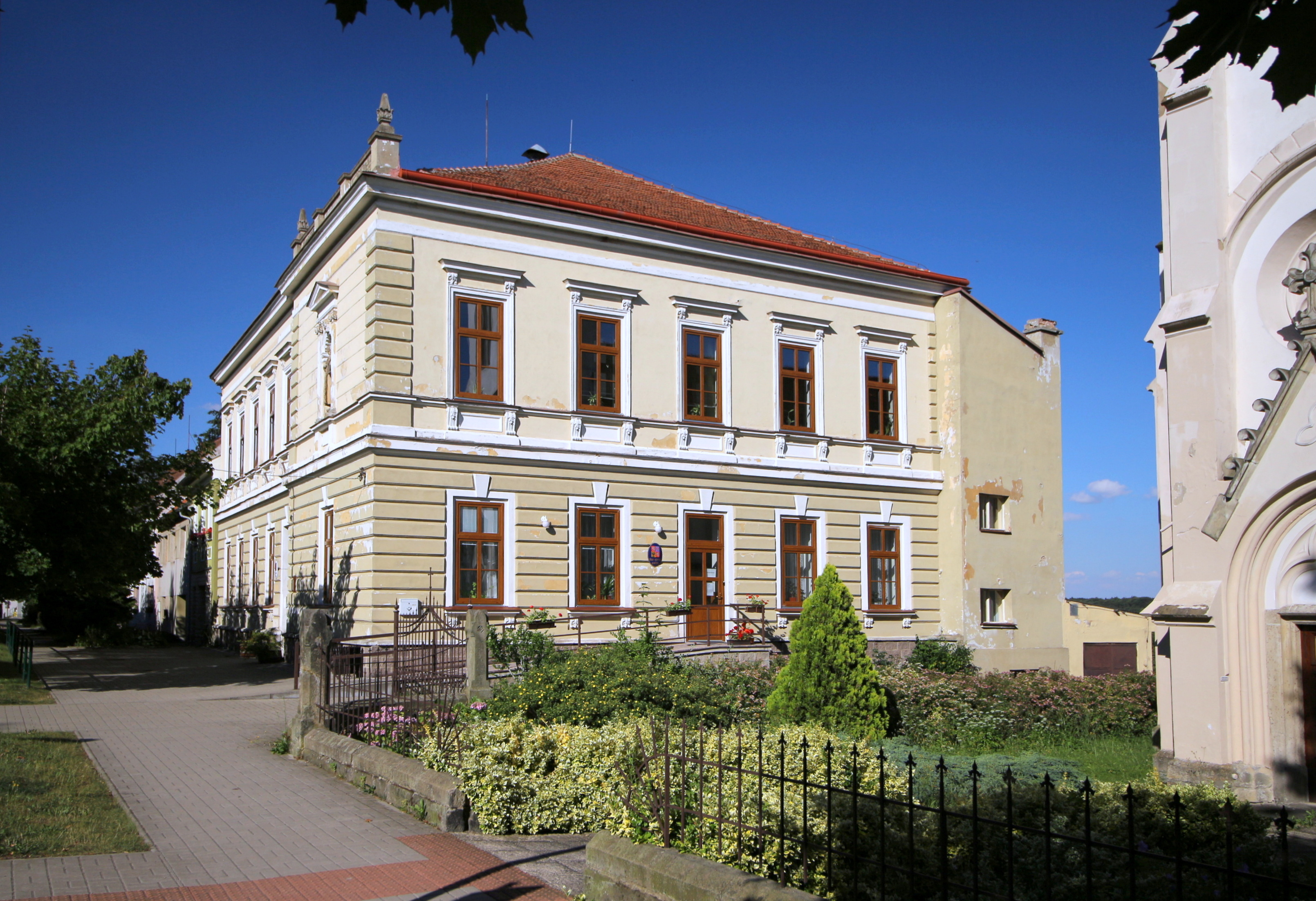
Ročov : hôtel de ville.

## Transports
Par la route, Ročov se trouve à 14 km de Louny, à 69 km d'Ústí nad Labem et à 70 km de Prague.